# Anders Christiansen
Anders Bleg Christiansen (Koppenhága, 1990. június 8. –) dán válogatott labdarúgó, a svéd Malmö játékosa.

## Pályafutása

### Klubcsapatokban
A Lyngby saját nevelésű játékosaként lett profi a klubban. 2012 nyarán a Nordsjælland csapatához igazolt négy évre. 2015. január 15-én az olasz Chievo szerződtette. 2016. január 26-án három évre írt alá a svéd Malmö csapatához. Április 2-án góllal mutatkozott be a Norrköping elleni bajnoki mérkőzésen. 2018. január 4-én a belga Genthez igazolt. Júliusban visszatért a Malmöhöz.

### A válogatottban
2012 decemberében kapott először meghívót a felnőtt válogatottba, a 2013 januári mérkőzésekre. 2013. január 31-én mutatkozott be Mexikó ellen. Bekerült a 2020-as labdarúgó-Európa-bajnokságon résztvevő keretbe.

## Sikerei, díjai

### Klub
- Malmö
  - Allsvenskan: 2016, 2017, 2020, 2021
  - Svéd kupa: 2021–22

### Egyéni
- Allsvenskan – A szezon középpályása: 2017, 2019, 2020
- Allsvenskan – A szezon legértékesebb játékosa: 2017 , 2020

## Külső hivatkozások
- Anders Christiansen adatlapja a Transfermarkt oldalon (angolul)
- Anders Christiansen adatlapja a Soccerway oldalon (angolul)